# Мелхиседек
Мелхиседек (на иврит хакодеш מַלְכִּי־צֶדֶק – справедлив цар) е библейски персонаж, цар на Салим, свещеник на Единия Бог.

## Библейският разказ
В книга Битие се разказва, че след една успешна битка, библейският патриарх Авраам (по това време все още Аврам) е посрещнат от Мелхиседек. „И Мелхиседек, цар салимски, изнесе хляб и вино, – той бе свещеник на Бога Всевишни, и благослови го и рече: благословен да бъде Аврам от Всевишния Бог, Владетеля на небето и земята; благословен да бъде и Бог Всевишни, Който предаде в твоите ръце враговете ти. Аврам му даде десетата част от всичко"(Бит. 14:18 – 20). Фактът, че самият богоизбран Авраам дава десятък на Мелхиседек превръща неговия образ в символ на бъдещия месия: „Рече Господ Господу моему: седи от дясната ми страна, докле туря Твоите врагове подножие на нозете Ти. … Кле се Господ и няма да се разкае: Ти си свещеник навеки по чина Мелхиседеков“ (Пс. 109/110:1-4).

## Мелхиседек в юдаизма
Данните в Стария завет са твърде оскъдни, но е несъмнено, че Мелхиседек е важна и значителна личност, чиято власт и могъщество са признати от съвременниците му. По-късните юдейски предания, записани в Талмуда асоциират Мелхиседек с ноевия син Сим (Недарим 32b и сл.), който според библейската хронология наистина би могъл да бъде съвременник на Авраам. В кабалистичната традиция Мелхиседек отново заема важно място. „Зохар“ го определя като „Цар, който управлява с пълната власт“ (1-86-87).

## Християнско разбиране
Християнството разглежда Мелхиседек като предобраз на Иисус Христос. Свети апостол Павел тълкува текста на цитирания по-горе псалм като отнесен именно към личността на Спасителя (Евр. 5:6). Отново апостол Павел изразява християнското разбиране за Мелхиседек: „Защото този Мелхиседек… който по значение на името си е първо цар на правда, а после и цар на мир, без майка и без баща, нямащ нито начало на дни, нито край на живот и, по такъв начин, е уподобен на Сина Божий, – пребъдва завинаги свещеник“ (Евр. 7:1 – 3). Мелхиседек е свещеник не по силата на закона, а по силата на вечния живот. Хлябът и виното, с които Мелхиседек посреща Авраам, се разглеждат като предобраз на евхаристията.

## Други
Мелхиседек е герой от притчата за трите пръстена, Ден Първи, новела Трета, “Декамерон” от Джовани Бокачо.
В литературата на ХХ век образът на Мелхиседек е използван от руския поет символист Вячеслав Иванов и английския писател К. С. Луис.

## Изследвания
- Fred L. Horton Jr. The Melchizedek Tradition: A Critical Examination of the Sources to the Fifth Century A.D. and in the Epistle to the Hebrews. Cambridge, 2005, 204 pp. (Society for New Testament Studies Monograph Series).
- Тантлевский, И. Р. Мелхиседек и Метатрон в иудейской мистико-апокалиптической традиции. СПб., изд. СПб унив., 2007, 328 с.
- „Мелхиседек“ – Богомилски легенди, Николай Райнов